# ローランド・VSC
VSCはローランド製のGS対応ソフトウェア・シンセサイザー。VSC とは「Virtual Sound Canvas」の略で、「仮想サウンド・キャンバス」と呼ばれる。

## 概要
音色数は902、ドラムセット26。VSC3.2 では SC-88Pro 互換の音色マップに対応している。
Virtual Sound Canvas Multi Packは、DXi版とVSTインストゥルメント版を同梱したものである。また、DXi版は初期のCakewalk SONARシリーズおよびCakewalk Home Studioシリーズに標準でバンドルされている。

## 互換性
VSC 3.2 と SC-88Pro では仕様に若干の違いがある。例えば、VSC では「インサーション・エフェクト」、「イコライザー」、「ユーザー音色」、「バルクダンプ」機能をサポートしていない。また、TVF も SC-88Pro とでは特性が異なる。そのため、VSC 3.2とSC-88Proとでは実際に出力される演奏は異なる。

## 特徴
「VSC パネル」を使うと、音量レベル、CPU の占有状態、同時発音数などをレベル表示する。パートごとの音色、パラメータなども表示・変更可能。また、「VSC設定ウィンドウ」では、サンプリング周波数、同時発音数、CPU 負荷リミット、各種エフェクトの設定も可能となっている。

## 仕様
VSC 3.2
- 最大同時発音数：128
- サンプリング周波数：44.1kHz
- DirectSound：対応
- 発音応答速度：22.7ms - 680.3ms
- 搭載マップ：SC-88Pro、SC-88、SC-55、GM2